# Cycloes marisrubri
Cycloes marisrubri är en kräftdjursart som beskrevs av Bella S. Galil och P. F. Clark 1996. Cycloes marisrubri ingår i släktet Cycloes och familjen Calappidae. Inga underarter finns listade i Catalogue of Life.